# 카츠지 료
카츠지 료(Ryo Katsuji, 1986년 8월 20일 ~ )는 일본의 배우, 일본의 성우, 텔레비전 배우이다.
도쿄에서 태어났다.

## 방송
- 파견의 품격 2
- 이다텐 ~도쿄 올림픽 이야기~
- 기묘한 이야기 '18 가을 특별편
- 히모멘
- 우리 집 문제